# Gerardo Cipolini
Gerardo Cipolini (Buenos Aires, Argentina; 29 de marzo de 1943) es un político argentino del partido Unión Cívica Radical. Es Diputado de la Nación Argentina por la Provincia del Chaco desde 2019.

## Biografía
Nacido en Buenos Aires, radicado en Roque Sáenz Peña, Chaco, se tituló de Contador Público en la Universidad Nacional del Nordeste, y trabajó en el Consejo Profesional de Ciencias Económicas del Chaco (CPCE Chaco).
Miembro del partido Unión Cívica Radical, fue electo Intendente de Roque Sáenz Peña en 2007, y reelegido en dos periodos más.
En las Elecciones legislativas de 2019 fue electo Diputado de la Nación Argentina por la Provincia del Chaco en la lista Juntos por el Cambio. Fue reelecto en las elecciones legislativas de 2023.

## Historial electoral
|  | 36,45 % |

|  | 25,79 % |